# باسكال كوبكه
باسكال كوبكه (بالألمانية: Pascal Köpke)‏ هو لاعب كرة قدم ألماني في مركز الهجوم، ولد في 3 سبتمبر 1995 في هاناو في ألمانيا. شارك مع منتخب ألمانيا تحت 20 سنة لكرة القدم. أما مع النوادي، فقد لعب مع إرتسغيبيرغه آوه ونادي أونترهاخينغ ونادي كارلسروه ونادي نورنبرغ.

## وصلات خارجية
- باسكال كوبكه على موقع قاعدة بيانات كرة القدم.إي يو (الإنجليزية)
- باسكال كوبكه على موقع بيانات كرة القدم. دي إي (الألمانية)
- باسكال كوبكه على موقع Soccerway.com (الإنجليزية)
- باسكال كوبكه على موقع عالم كرة القدم.نت (الإنجليزية)